# Lyford (Texas)
Lyford è una città degli Stati Uniti d'America, situata nello Stato del Texas, nella Contea di Willacy.